# 準キー局
準キー局（じゅんキーきょく）とは、日本の民間放送ネットワークにおいて、キー局（在京テレビジョン放送局）に準ずる立場に在る放送局のことである。一般的に在阪テレビジョン放送局のことを指し、キー局と同様に、基本的には全国紙の系列新聞社や系列のキー局と資本関係を築いている。

## 概説

### 地上波テレビジョン放送
公式な定義として、総務省や日本民間放送連盟の分類によると、大阪府大阪市に所在する在阪広域局の4局（毎日放送・朝日放送テレビ・関西テレビ放送・読売テレビ放送）を指す。
これらに加えてより広義に捉えた場合は、愛知県名古屋市に所在する在名テレビジョン放送局民放5社（東海テレビ放送、中京テレビ放送、CBCテレビ、名古屋テレビ放送（通称・メ～テレ）およびテレビ愛知）を含めた計10局を指すこともある。
準キー局（在阪4局）はプライムタイムなどに全国ネットの番組供給枠を持ち、キー局に次いで番組を多く送り出している。ローカルセールス枠になると自社制作番組に差し替えることが多く（中にはネットワークセールス枠をCMのみネットして自社制作番組に差し替えることもある）、自社制作以外のローカルセールス番組を独立局に振り替えてネットするケースも見られる。

## 各系列の原則としての在京キー局・在阪準キー局・在名局
| 種類                               | 系列    | 在京キー局 （東京・関東広域圏）   | 準キー局 （大阪・近畿広域圏）                            | 在名広域局 （名古屋・中京広域圏） | 備考      |
| ---------------------------------- | ------- | --------------------------------- | -------------------------------------------------------- | --------------------------------- | --------- |
| 地上波テレビ放送 （「民放5系列」） | NNN/NNS | 日本テレビ放送網（NTV）           | 読売テレビ放送（ytv）                                    | 中京テレビ放送（CTV）             | [ 注 3 ]  |
| 地上波テレビ放送 （「民放5系列」） | ANN     | テレビ朝日（EX）                  | 朝日放送テレビ（ABC）                                    | 名古屋テレビ放送（NBN）           | [ 注 4 ]  |
| 地上波テレビ放送 （「民放5系列」） | JNN     | TBSテレビ（TBS）                  | 毎日放送（MBS）                                          | CBCテレビ（CBC）                  | [ 注 5 ]  |
| 地上波テレビ放送 （「民放5系列」） | FNN/FNS | フジテレビジョン（CX）            | 関西テレビ放送（KTV）                                    | 東海テレビ放送（THK）             | [ 注 6 ]  |
| 地上波テレビ放送 （「民放5系列」） | TXN     | テレビ東京（TX）                  | テレビ大阪（TVO）                                        | テレビ愛知（TVA）                 | [ 注 7 ]  |
| AMラジオ放送 （中波放送）          | JRN     | TBSラジオ（TBS）                  | MBSラジオ（MBS） 朝日放送ラジオ（ABC）                   | CBCラジオ（CBC）                  | [ 注 8 ]  |
| AMラジオ放送 （中波放送）          | NRN     | 文化放送（QR） ニッポン放送（LF） | ラジオ大阪（OBC） MBSラジオ（MBS） 朝日放送ラジオ（ABC） | 東海ラジオ放送（SF）              | [ 注 8 ]  |
| FMラジオ放送 （超短波放送）        | JFN     | エフエム東京（TFM）               | エフエム大阪（FMO）                                      | エフエム愛知（FMA）               | [ 注 9 ]  |
| FMラジオ放送 （超短波放送）        | JFL     | J-WAVE                            | FM802                                                    | ZIP-FM                            | [ 注 10 ] |
| FMラジオ放送 （超短波放送）        | MegaNet | [ 注 11 ]                         | FM COCOLO                                                | [ 注 12 ]                         | [ 注 13 ] |